# هانس بيتر يورغن يوليوس تومسن
هانس بيتر يورغن يوليوس تومسن (بالدنماركية: Julius Thomsen)‏ هو كيميائي دنماركي، ولد في 16 فبراير 1826 في كوبنهاغن في الدنمارك، وتوفي بنفس المكان في 13 فبراير 1909.

## وصلات خارجية
- هانس بيتر يورغن يوليوس تومسن على موقع الموسوعة البريطانية (الإنجليزية)